# Forças Terrestres da Croácia

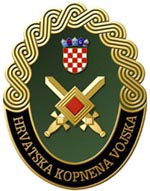
Emblema do Exército Croata.

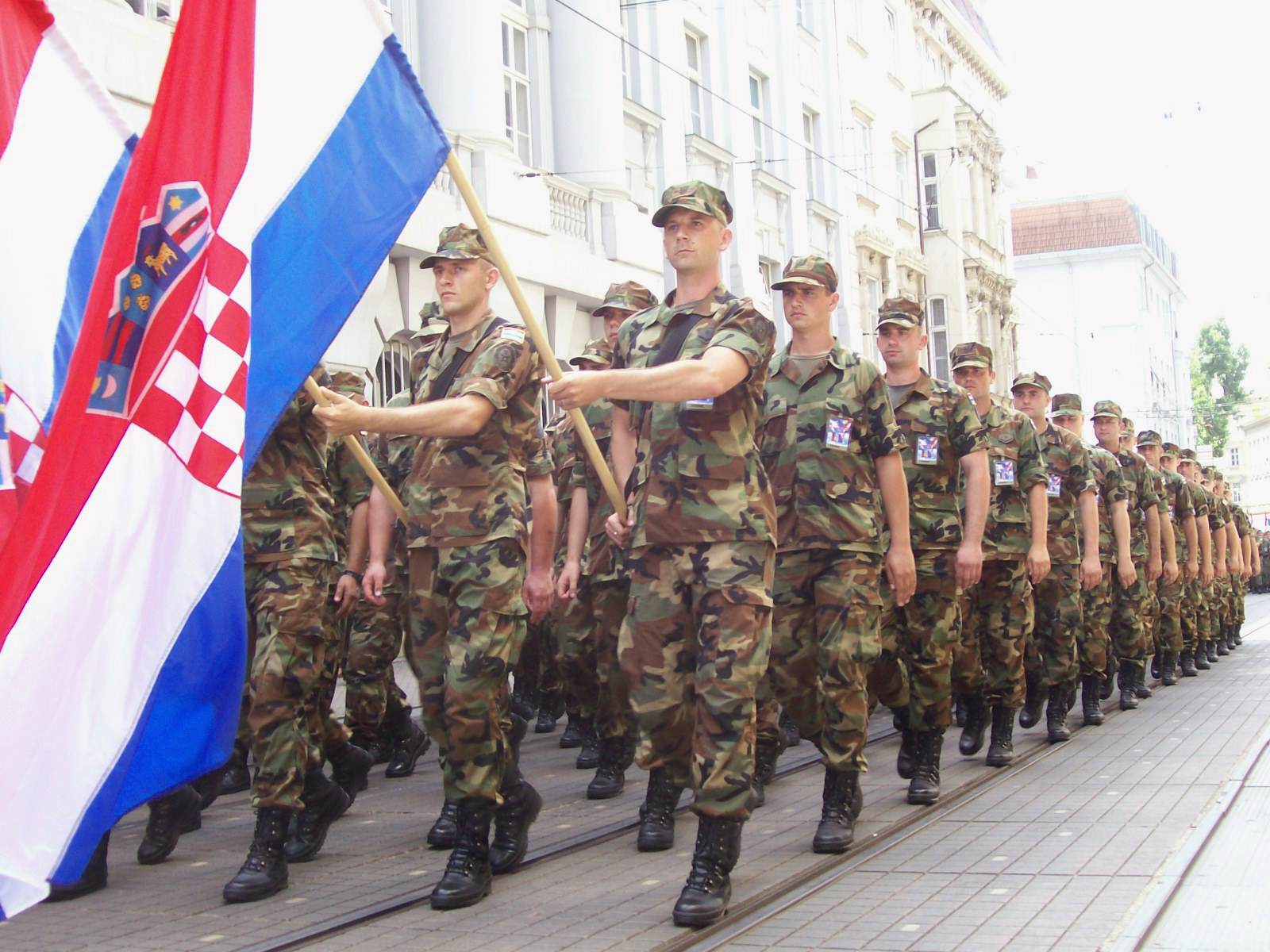
Soldados croatas em marcha.

O Exército croata (em croata: Hrvatska kopnena vojska), comumente referido como o Exército Croata (Hrvatska vojska) é ramo terrestre das Forças Armadas da República da Croácia.

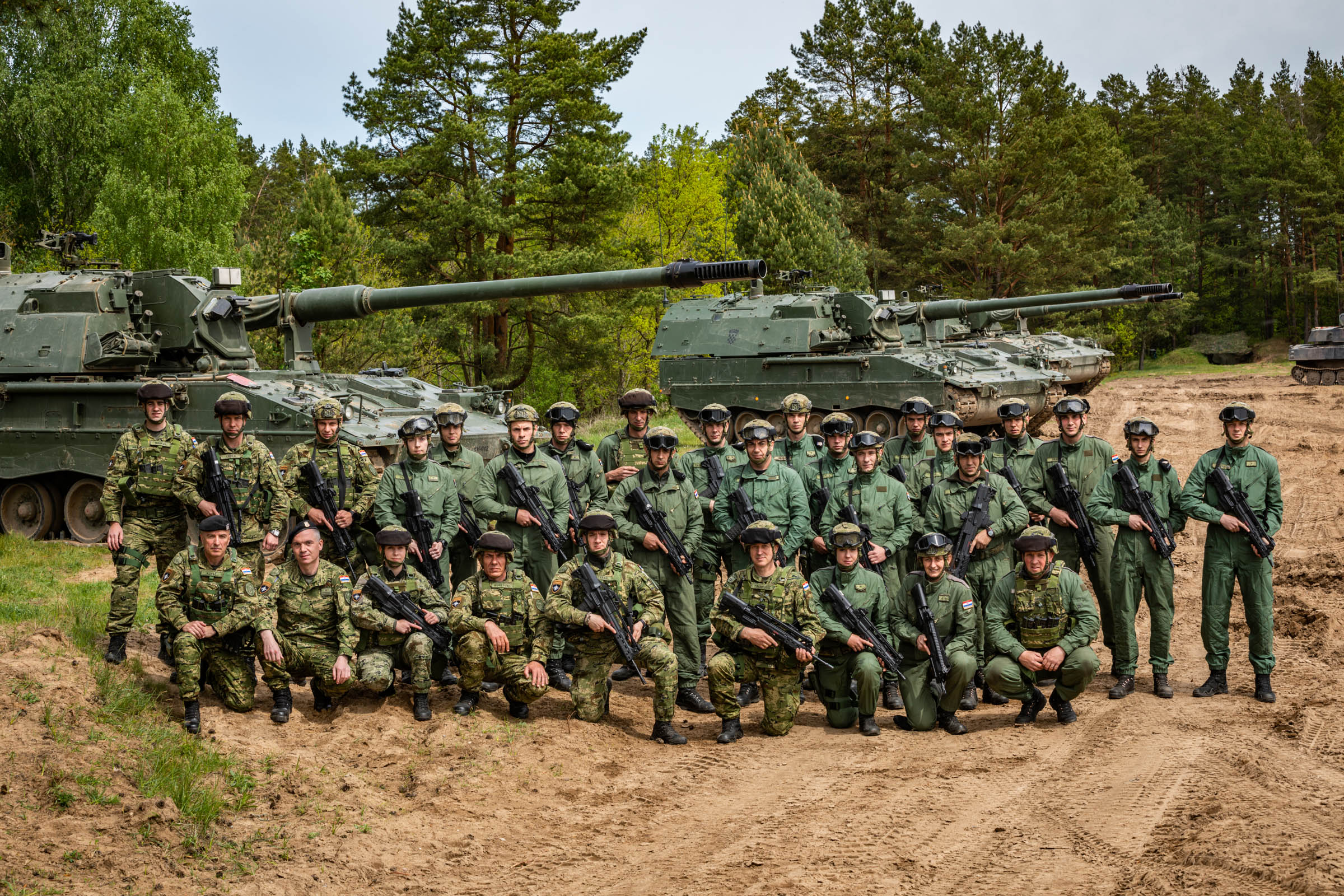
Soldados do Exército Croata durante a EFP da OTAN.

O papel fundamental e o propósito do Exército da Croácia é proteger os interesses nacionais da República da Croácia e defender a soberania e a integridade territorial do Estado.
As tarefas básicas do Exército croata são:
- Manter um nível ótimo de combater a prontidão das Forças Armadas;
- Combater um possível agressor as principais forças sobre-os níveis operacionais e estratégicos para a defesa contra qualquer ataque terrestre, aéreo e anfíbio;
- De modo a impedir, em cooperação com os outros ramos das Forças Armadas, um agressor em profundidade a partir de operações em território croata
- Construir e desenvolver a capacidade de resposta aos pedidos de não tradicionais tarefas que são exigidas do Exército Croata (inundações, incêndios, catástrofes naturais ...)
- Auxilia seus aliados e países amigos em tempo de necessidade.